# قلعه ویرانه
قلعه ویرانه مربوط به سده‌های میانه دوران‌های تاریخی پس از اسلام است و در شهرستان دالاهو، بخش مرکزی، دهستان بان زرده، ۳۰۰ متری شرق روستای شالان واقع شده و این اثر در تاریخ ۱۵ دی ۱۳۸۷ با شمارهٔ ثبت ۲۴۱۱۰ به‌عنوان یکی از آثار ملی ایران به ثبت رسیده است.